# 2014年21U世界盃棒球賽
2014年21U世界盃棒球賽（英語：2014 21U Baseball World Cup）為2014年11月7日至11月16日間，於中華民國台中市舉辦的棒球比賽，由世界棒壘球聯盟辦理，參賽選手年齡需為21歲或以下，但容許最多可選六名、三位同時上場至23歲的球員。
為了爭取更多參與隊伍，世界棒壘球聯盟於2015年11月在東京會議決定將21U改為U-23，參賽選手年齡放寬至全隊皆可為23歲或以下，2016年U-23世界盃棒球賽將在墨西哥舉辦。

## 參賽隊伍
參賽隊伍為各洲棒球總會共計11個國家代表隊。
- 亞洲棒球總會（ 中華臺北、 日本、 ）
- 泛美棒球聯盟（ 委內瑞拉、 墨西哥、 尼加拉瓜）
- 歐洲棒球聯盟（ 荷蘭、 義大利、 捷克）
- 大洋洲棒球聯盟（ 、 新西兰）

## 比賽地點
本屆賽事分組預賽部分於台中市洲際棒球場、斗六棒球場及台中棒球場等三場地舉行。

## 個人獎項
| 最有價值球員 | 郭俊麟   | 中華臺北 |
| 最佳防守球員 | 牧原大成 | 日本     |
| 打擊王       | 鈴木誠也 | 日本     |
| 防禦率王     | 宋家豪   | 中華臺北 |
| 最高勝率     | 崔東賢   |          |
| 全壘打王     | 金到賢   |          |
| 打點王       | 金到賢   |          |
| 盜壘王       | 具滋昱   |          |
| 得分王       | 蘇智傑   | 中華臺北 |
| 最佳明星球員 |          |          |
| 先發投手     | 上澤直之 | 日本     |
| 救援投手     | 林羿豪   | 中華臺北 |
| 捕手         | 林志賢   | 中華臺北 |
| 一壘手       | 楊岱均   | 中華臺北 |
| 二壘手       | 北條史也 | 日本     |
| 三壘手       | 李宗賢   | 中華臺北 |
| 游擊手       | 牧原大成 | 日本     |
| 外野手       | 瑞佐     | 尼加拉瓜 |
| 外野手       | 曹佑寧   | 中華臺北 |
| 外野手       | 鈴木誠也 | 日本     |
| 指定打擊     | 金到賢   |          |

## 最終排名
|                  | 中華臺北 |
|                  | 日本     |
|                  |          |
| 4                | 尼加拉瓜 |
| 5                | 捷克     |
| 6                |          |
| 未晉級超級循環賽 |          |
| 7                | 義大利   |
| 8                | 委內瑞拉 |
| 9                | 荷蘭     |
| 10               | 新西兰   |
| 11               | 墨西哥   |

| 2014年21U世界盃棒球賽冠軍 |
| ------------------------- |
| · 中華臺北                |
| 第 1 次奪冠               |